# وورب
وورب شهری در بخش کونولفنژان در ایالت برن در کشور سوئیس واقع شده‌است که ۱۱٬۰۰۰ نفر  جمعیت دارد. این شهر در نزدیکی برن واقع شده است.

## نگارخانه

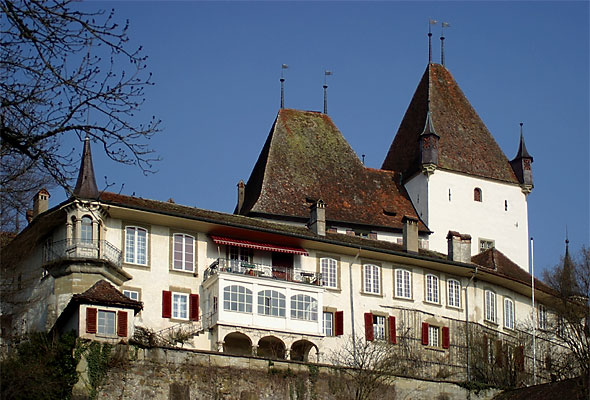
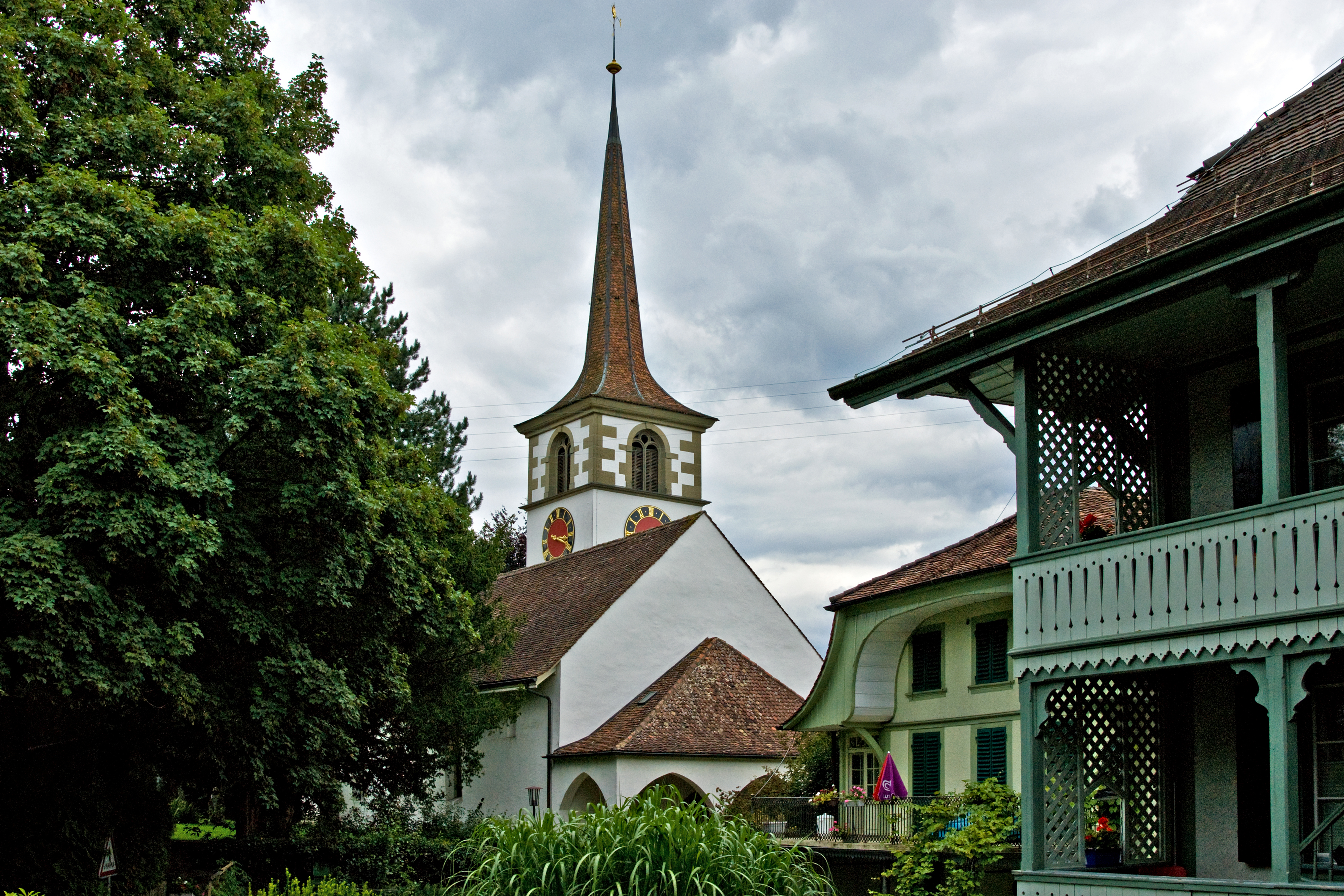